# Trachemys ornata
Espèce
Synonymes
- Emys ornata Gray, 1830

Statut de conservation UICN

 VU B1ab(iii)+2ab(iii) : Vulnérable
Trachemys ornata est une espèce de tortue de la famille des Emydidae.

## Répartition
Cette espèce est endémique du Mexique. Elle se rencontre au Sinaloa, au Nayarit, au Jalisco et au Guerrero.

## Publication originale
- Gray, 1831 "1830" : A synopsis of the species of Class Reptilia. The animal kingdom arranged in conformity with its organisation by the Baron Cuvier with additional descriptions of all the species hither named, and of many before noticed, V Whittaker, Treacher and Co., London, vol. 9, p. 1-481 (texte intégral).